# Синяя табличка
Синяя табличка (англ. Blue plaque) — специальный знак (мемориальная доска), установленный в общественном месте в Соединенном Королевстве, чтобы отметить связь между данным местом и связанным с ним известным человеком или событием.
Первоначально первые синие знаки были применены только в Лондоне в XIX веке и обозначали места проживания и работы известных людей. Этот принцип продолжается и по сей день, находясь под надзором Королевского общества искусств (1867—1901), Лондонского совета (англ. London County Council, 1901—1965), Совета Большого Лондона (1965—1986) и «Английского наследия» (Комиссии по историческим зданиям и памятникам Англии, с 1986 года по настоящее время).
Многие другие виды табличек также впервые появились в Великобритании. Они относятся к разным областям деятельности как людей, так и организаций; изготавливаются различных конструкций, форм, материалов и цветов, включая и не синие. Сам термин «Синяя табличка» в настоящее время применяется в узком смысле, обозначая конкретно синие таблички «Английского наследия», а также в широком смысле, охватывая остальные разновидности исторических табличек.

## Вариант Английского наследия

Логотип «Английского наследия»

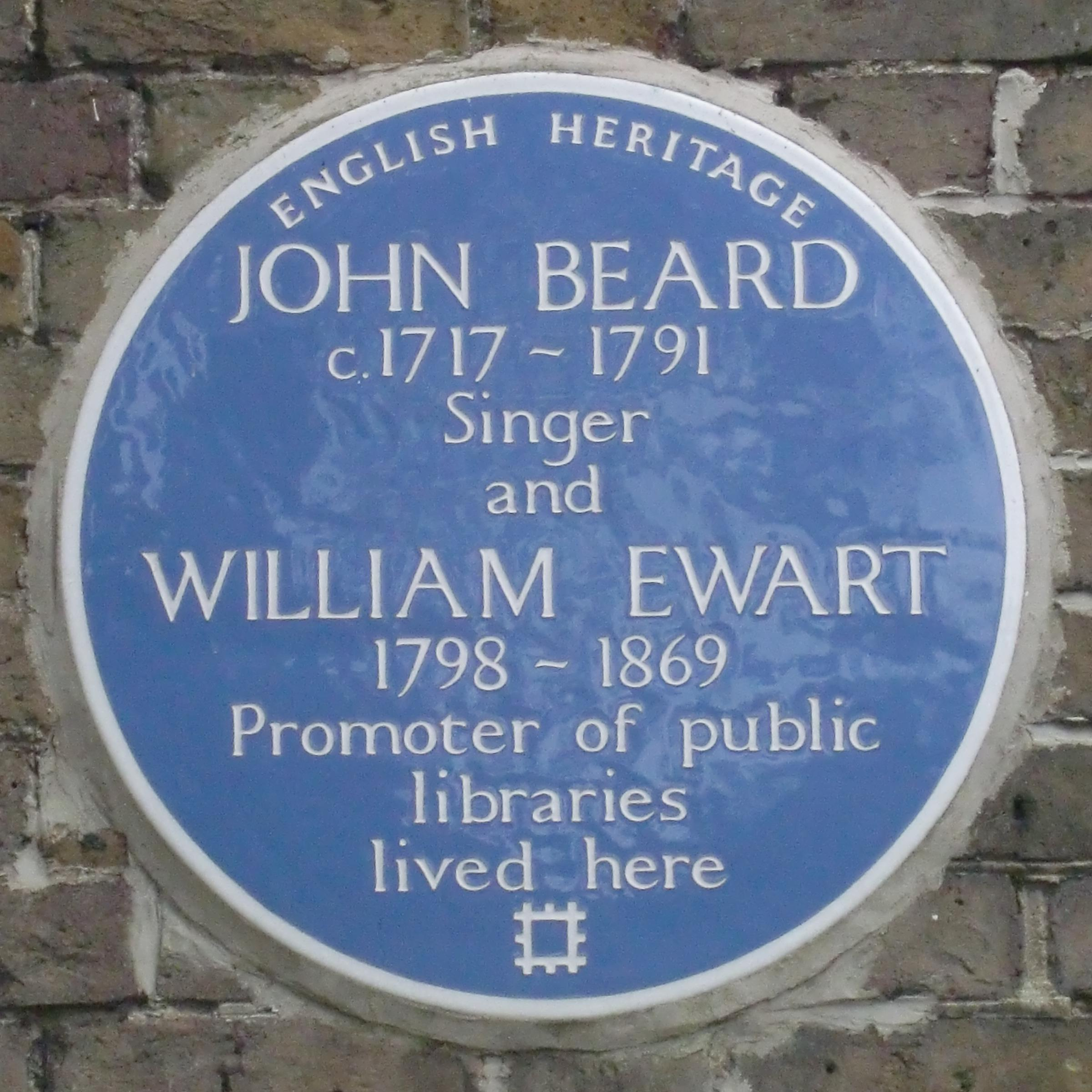
Табличка Джону Бирду и Уильяму Юарту

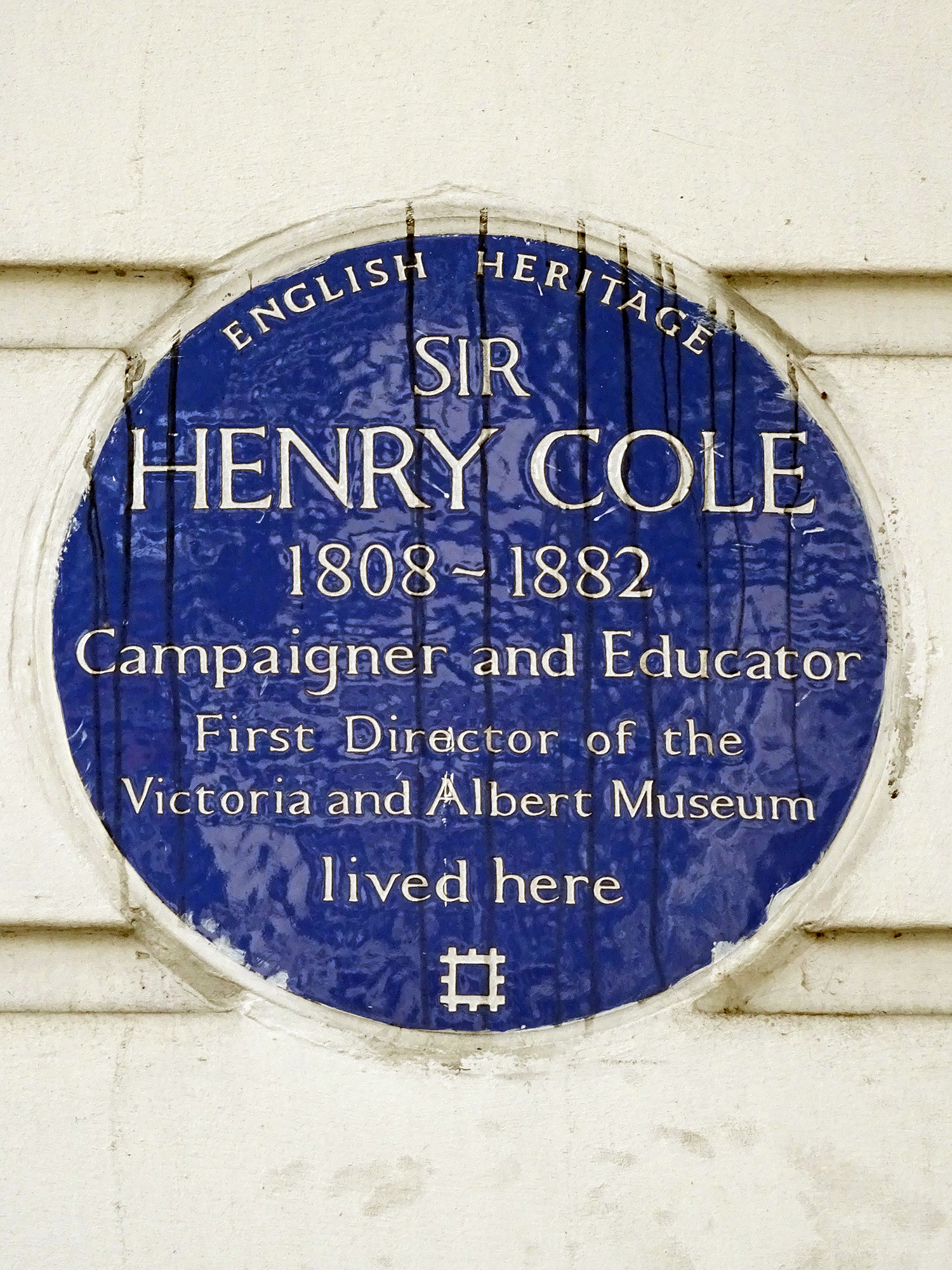
Табличка Генри Коулу

Оригинальная схема синей таблички была утверждена Королевским обществом искусств в 1867 году, и считается самым старым памятным знаком в мире. С 1986 года проект курируется «Английским наследием».
Начальная версия таблички была предложена в 1866 году Уильямом Юартом и Генри Коулом и представляла собой варианты разных форм и цветов. Самая первая табличка синего цвета, перекрашенная затем в коричневый, была открыта в 1867 году в честь Лорда Байрона на месте его рождения в Кавендиш-сквере (этот дом был снесен в 1889 году). Следующая табличка синего цвета была установлена в 1867 году в память о Наполеоне III на Кинг-Стрит в Лондоне. Всего под эгидой Королевского общества искусств было установлено 35 знаков, до настоящего времени дошедших — менее половины. В 1879 году было принято решение, что за установку табличек в городе будет отвечать Корпорация лондонского Сити.
В 1901 году право разработки табличек перешло Лондонскому Совету, уделившему много внимания конструкции будущих знаков. В конечном итоге было решено сохранить основную форму и дизайн табличек, использовавшийся по 1938 год, хотя некоторые эксперименты происходили в 1920-х годах, когда они изготавливались из разного материала. В 1938 году был подготовлен новый дизайн таблички неизвестными ныне студентами Central School of Arts and Crafts, одобренных Советом. После упразднения Лондонского Совета надзор за синими табличками перешел к Совету Большого Лондона. Они теперь устанавливались на территории Большого Лондона. Всего этим Советом было установлено 252 знака. В 1986 году Совет был расформирован и право установки синих табличек перешло «Английскому наследию», которое возвело уже более 300 мемориальных досок.
В январе 2013 года в связи с сокращением финансирования председатель Национального фонда заявил, что возможны изменения в работе Наследия. В 2014 году его работа была возобновлена с участием некоторых доноров, в числе которых был Blue Plaques Club. При этом два члена консультативной группы ушли в отставку, не согласившись с использованием синих табличек как инструмента маркетинга. В апреле 2015 года «Английское наследие» было разделено на две части — Historic England (государственный орган) и English Heritage Trust (благотворительная организация, сохранившая прежнее название и логотип). Ответственность за использование голубых табличек перешла к последней организации; на табличках присутствует её логотип.

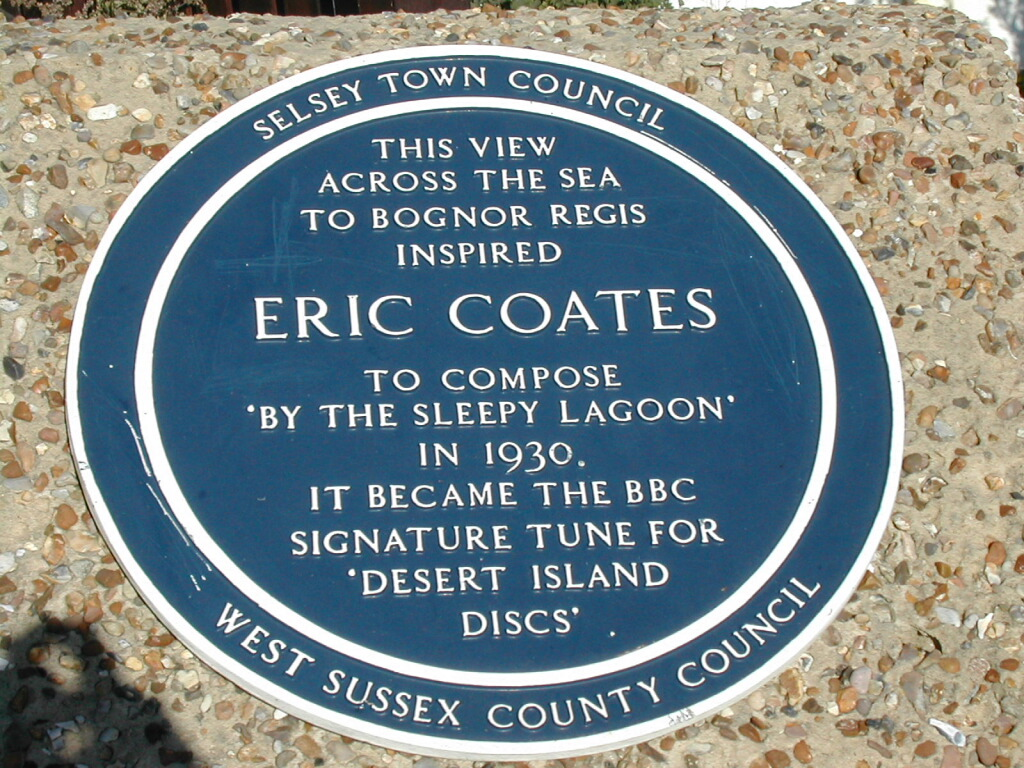
Табличка Эрику Коутсу в Селси, Западном Суссексе

Интересно, что в 1998 году «Английское наследие» изменило принцип установки синих табличек, разрешив размещать их вне Лондона. В последующие годы было установлено 34 знака в Бирмингеме, Мерсисайде, Саутгемптоне и Портсмуте. Эта практика была прекращена в 2005 году. Хотя в настоящее время English Heritage Trust не возводит таблички за пределами Большого Лондона, фонд дает консультации и рекомендации для лиц и организаций, заинтересованных в этом процессе.

## Другие варианты
Популярность лондонских синих табличек привела к тому, что аналогичные знаки стали создаваться в других местах Великобритании. Многие из них сохранили форму и синий цвет, но при этом существуют и другие виды. Принципы их установки расширились, отойдя от строго лондонского — связь между местом установки таблички и связанным с ним известным человеком или событием. В июле 2012 года «Английское наследие» опубликовало реестр памятных досок по всей Англии.

### В Лондоне

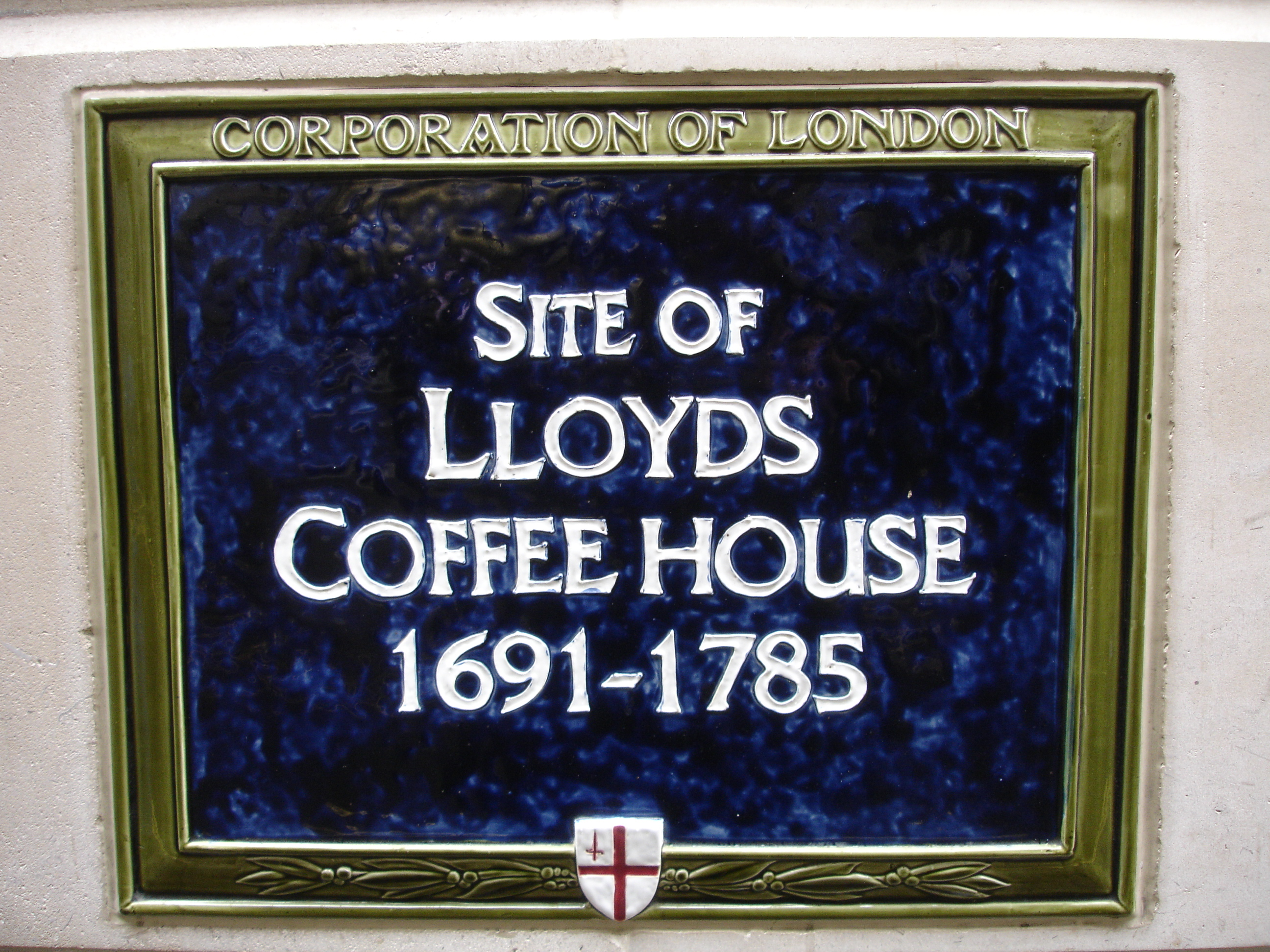
Табличка Корпорации лондонского Сити

Корпорация лондонского Сити продолжает устанавливать в Лондоне синие таблички «Английского наследия» и по настоящее время, устанавливая параллельно и другие собственные памятные знаки, имеющие прямоугольную форму и герб Лондона. Из-за существенных изменений в архитектурной среде города многие из этих знаков отмечают места былых лондонских зданий. Другие лондонские районы также имеют собственные программы установки памятных досок, отличающиеся от вышеуказанных. Разрешено устанавливать доски и ассоциациям жильцов зданий.

### За пределами Лондона
Синие таблички в настоящее время устанавливаются и вне столицы Англии. Их можно встретить Бирмингеме (здесь существует более 90 мемориальных досок), в Манчестере (установка координируется Манчестерской художественной галереей), а также небольших городах — Борнмут, Беркхемстед, Вулвергемптон, Эссекс и другие. С 1960 по 1984 годы все таблички были керамические, синего цвета. С 1985 года они изготовлялись из литого алюминия, различной цветовой гаммы, отображающей её принадлежность (человек, здание, событие). Позже все таблички стали делать из бронзы с искусственной патиной.
В Северной Ирландии организацией Ulster History Circle, основанной в 1983 году, было создано свыше 140 синих табличек. Свои знаки в столице устанавливает Городской Совет Белфаста. Аналогичные организации имеются в Шотландии и Уэльсе.

Синие таблички в странах Британского содружества
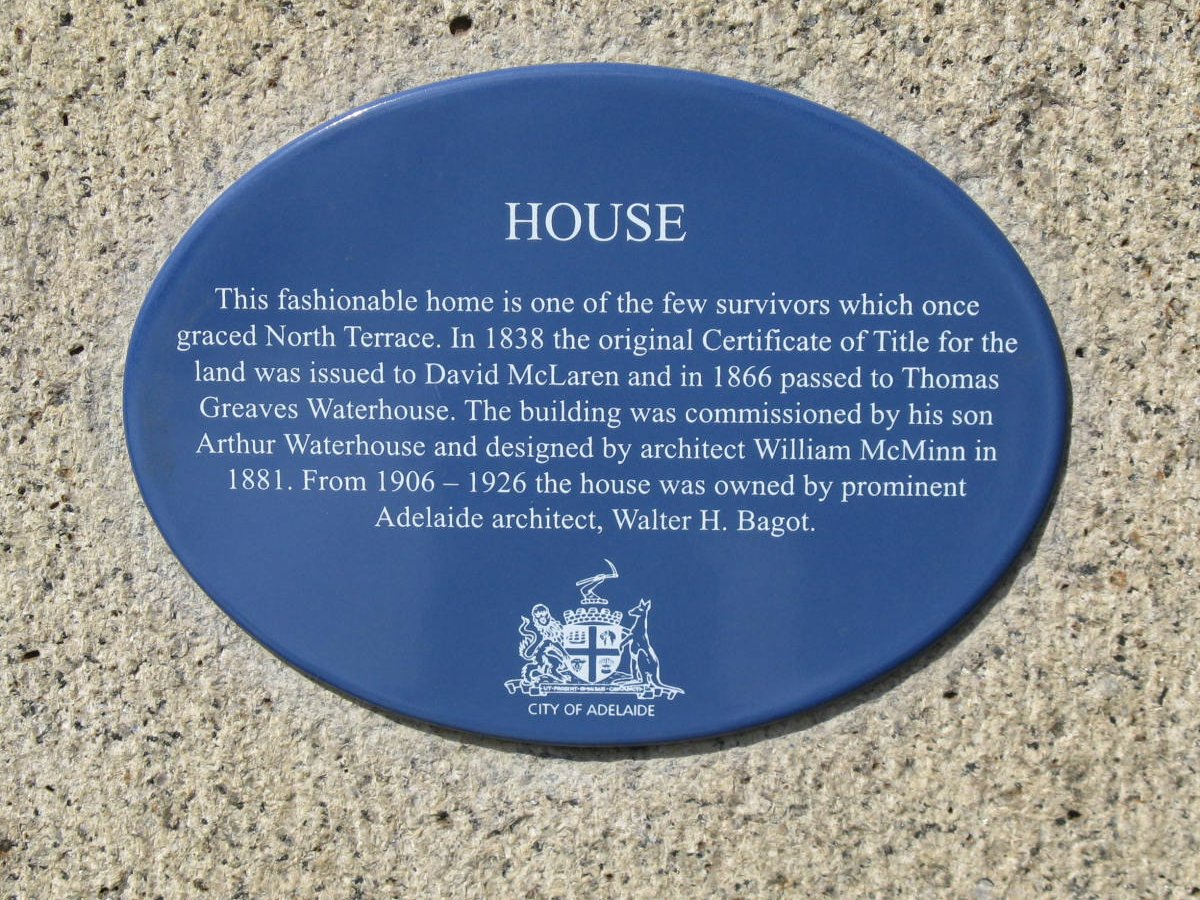
Аделаида, Австралия
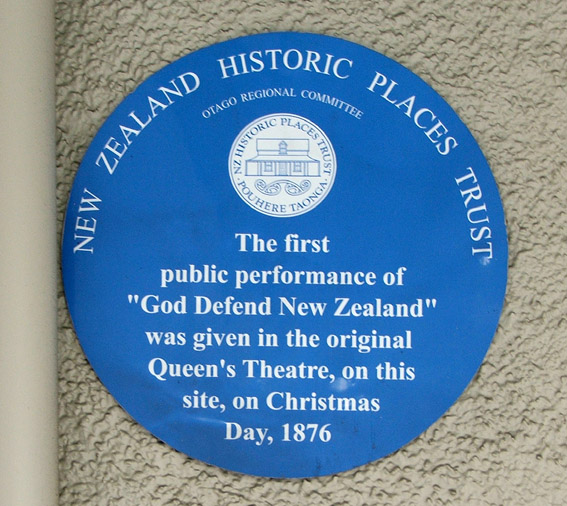
Отаго, Новая Зеландия
Саймонстаун, ЮАР
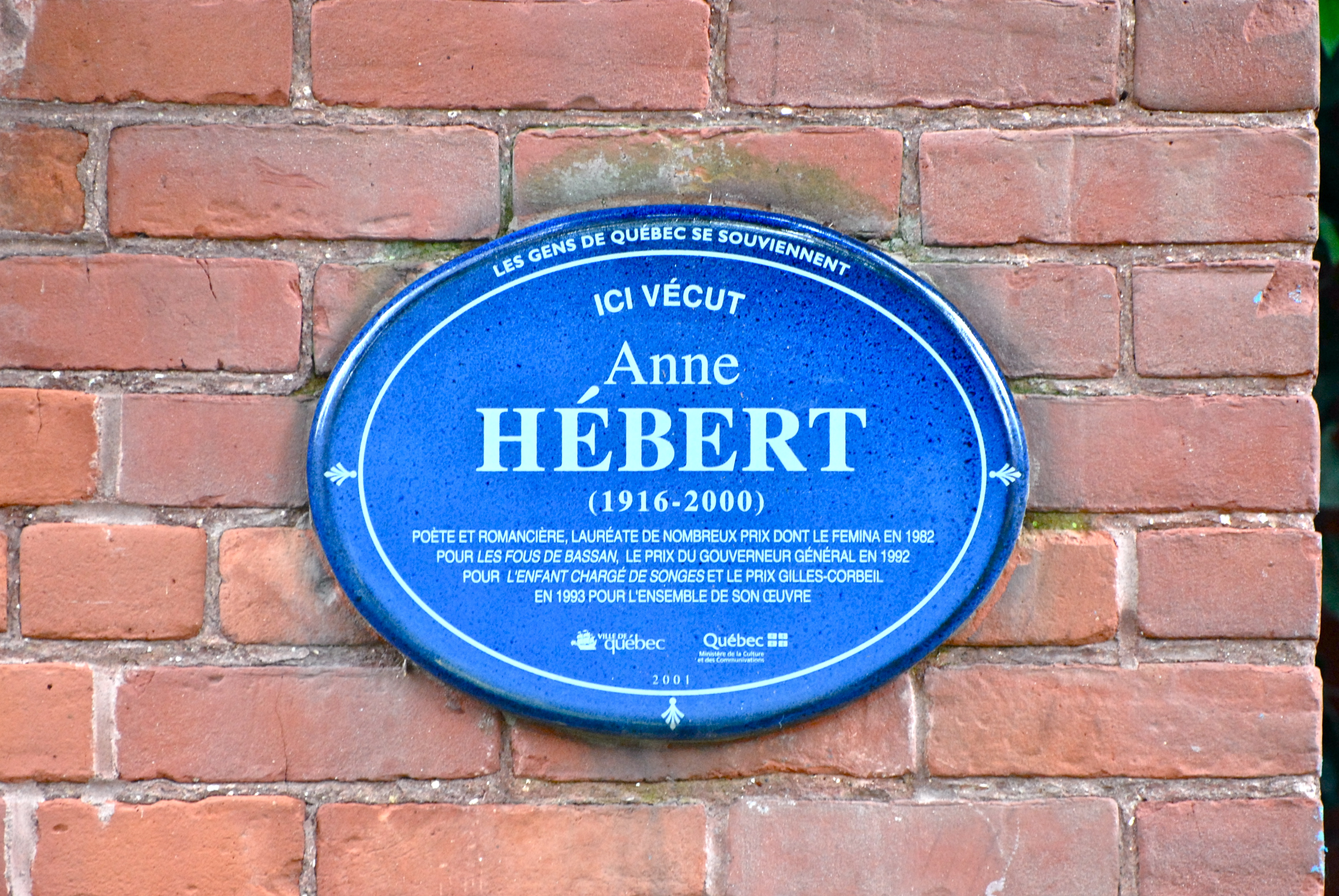
Квебек, Канада